# Virgin Prunes
I Virgin Prunes sono stati un gruppo musicale new wave irlandese formatosi nel 1977.

## Storia
Gruppo industrial e goth rock, i Virgin Prunes (che nello slang dublinese significa "puri derelitti"), nacquero nella Dublino del 1977 parallelamente agli U2 con i quali avevano un intenso rapporto. Uno dei componenti dei Virgin Prunes, Dick Evans, è il fratello di The Edge. Inizialmente i due gruppi si riunivano insieme in uno dei circoli sociali della città, il Lypton Village, come una sorta di comune artistica. Successivamente i due gruppi si allontanarono prendendo due strade nettamente diverse.
La band, formata da Gavin Friday (Fionan Harvey), voce e frontman, Guggi (Derek Rowan), seconda voce, Dave-Id "Busaras" Scott (segnato da una meningite avuta in tenera età), terzo vocalist, Richard "Dick" Evans alla chitarra, Strongman (Trevor Rowan) al basso, e Pod (poi sostituito da Mary D'Nellon) alla batteria, si fece notare grazie ai suoi spettacoli surreali e sinistri già dalla fine degli anni '70. Il primo 45 giri Twenty Tens (I'll be smoking all night long) fa intuire la rotta prossima del gruppo: un post punk frenetico, spezzato però da esercizi assordanti ma calmi.
Nel 1981, l'uscita del singolo A New form of Beauty I dà inizio al progetto della band che aveva deciso di "andare contro all'intricato concetto della bellezza che può essere trovata nell'essere diversi". La A-Side del 45 giri era Sandpaper Lullabye ed era, proprio come dice il titolo (in pratica, "Ninna-nanna pungente"), una canzonetta allegra con le voci stridule e sognanti dei due cantanti che, però, non parlavano di cose altrettanto allegre. Sul retro, troviamo il terzo cantante Dave-Id che esegue Sleep/Fantasy Dream. Con la fine di settembre il progetto si ampliò con A New Form of Beauty II. Il brano Come to Daddy è un fracasso di dieci minuti (con un piccolo stacco, altrettanto dissonante) dove il testo accenna allo stupro e alla pedofilia. Sul lato B sono incise Sweethome Under White Clouds e Sad World.
Qualche mese dopo uscì A New Form of Beauty III. Sul lato A, Beast (Seven Bastard Sick) inizia con dei versi da vera e propria bestia: ruggiti infernali e lamenti. Lo stile è basato su distorsione e ritmi ossessionanti. Nel lato B si trova il movimento in tre canzoni The Slow Children, costituito dalla "scampanellante" e strumentale Abbagàll, seguita da Brain Damage e No Birds to Fly. Seguì A New Form of Beauty V, performance dal vivo registrata e riedita in versione musicassetta con il titolo di A New Form of Beauty IV.
Dopo il concerto alla Douglas Hyde Gallery di Dublino si pensò ad altri due progetti per celebrare la Nuova forma di bellezza, un libro -VI- e un film -VII-, che non furono però mai realizzati, anche se ci è pervenuta la colonna sonora del lungometraggio, reperibile nelle ristampe odierne dei CD, con il titolo The Happy Dead. Il progetto multimediale venne poi raccolto ed edito nel 1983 dalla Italian Records in un doppio LP, A New Form of Beauty Parts 1 – 4.
L'anno seguente con If I Die, I Die, curato e prodotto dall'ex-Wire Colin Newman il gruppo acquisì una sonorità nuova, più pulita ma che conservava comunque l'originalità del suono: un commisto di nenie e litanie, che li avrebbe caratterizzati nel corso di tutta la loro carriera (pur affievolendosi progressivamente), e che venne poi chiamato Glam-Dark.
Nello stesso anno pubblicarono Heresie, un doppio LP, parte registrato in studio e parte live.
A quel punto la band decise di dedicarsi alle esibizioni dal vivo senza produrre nuovo materiale fino al 1986, quando uscì The Moon Looked Down and Laughed. Reduce dall'abbandono del secondo cantante e performer Guggi, nel 1894 per dedicarsi alla passione per l'arte, il sound si attenua e lascia spazio a sonorità decisamente più pop. Di lì a poco anche Gavin Friday lasciò la band per dedicarsi ad una carriera solista.

### Dopo lo scioglimento
Dopo lo scioglimento, tre membri del gruppo (D'Nellon, Strongman and Busaras) formarono un nuovo gruppo, the Prunes, autori di tre album (Lite Fantastik (1988), Nada (1989), Blossoms & Blood (1990)), nel primo vi suonò anche Dik Evans.
Nel 1998, Cleopatra Records pubblicò il video Sons Find Devils e il relativo album contenente registrazioni dal vivo.
Friday ebbe un discreto successo da solista sia in campo musicale che cinematografico, pubblicando 5 album, mentre Guggi rimase un influente artista nella città di Dubline e Busaras continuò come artista solista in Irlanda. Dopo vent'anni di silenzio auto imposto, Dik Evans venne intervistato sui suoi primi anni con il fratello The Edge negli U2 nell'edizione di dicembre 2005 della rivista Word Magazine. 
Daniel Figgis divenne compositore e produttore di programma multimediali a Dun Laoghaire/Rathdown, Dublin. Una sua composizione, Post Production, una suite per quattro musicisti composta da 23 parti, fu suonata al Winter Garden Theatre di New York City nel dicembre 2006.
Nel 2004 la casa discografica Mute Records ha rimasterizzato tutti i loro dischi e pubblicato il doppio CD Over The Rainbow, contenente B-sides e pezzi rari.
Nel 2006, Busaras, Guggi e Friday contribuirono, usando il nomignolo Three Pruned Men, con una traccia alla raccolta di canti marinareschi Rogue's Gallery.
Il 4 ottobre 2009, tre membri originali (Friday, Guggi e Dik Evans), interpretarono due brani classici del gruppo,Sweethome Under White Clouds e Caucasian Walk, al Carnegie Hall nel programma "An Evening with Gavin Friday and Friends", per celebrare il cinquantesimo compleanno di Friday, J.G. Thirlwell apparve come corista.

## Formazione
- Gavin Friday: voce
- Guggi (Derek Rowen): voce
- Dave-iD (David Watson Jr.): voce
- Daniel Figgis: batteria
- Pod: batteria
- Haa-Lacka Binttii: batteria
- Mary D'Nellon: batteria
- Dick Evans: chitarra
- Strongman: basso

## Discografia
Album in studio
- 1982 - ...If I Die, I Die
- 1986 - The Moon Looked Down and Laughed

Raccolte
- 1982 - Heresie
- 1982 - A New Form of Beauty Parts 1 - 4
- 1985 - Over the Rainbow
- 1993 - Artfuck

Live
- 1986 - Sons Find Devils
- 1987 - The Hidden Lie

Singoli ed EP
- 1981 - Twenty Tens
- 1981 - Moments and Mine
- 1981 - A New Form of Beauty 1
- 1981 - A New Form of Beauty 2
- 1981 - A New Form of Beauty 3
- 1981 - A New Form of Beauty 4
- 1982 - Pagan Lovesong
- 1982 - Baby Turns Blue
- 1982 - Heresie
- 1982 - The Faculties of a Broken Heart
- 1982 - Baby Turns Blue/Walls of Jericho
- 1986 - Love Lasts Forever
- 1986 - Don't Look Back

## Video
- 1985 - Sons Find Devils (Ikon, FCL IKON14, VHS)